# Tribute to Randy Rhoads
| Críticas profissionais | Críticas profissionais |
| Avaliações da crítica  | Avaliações da crítica  |
| Fonte                  | Avaliação              |
| ---------------------- | ---------------------- |
| Allmusic               | link                   |

Tribute é um álbum lançado por Ozzy Osbourne em 1987 em homenagem a Randy Rhoads. É um álbum ao vivo gravado em 1981,com faixas dos álbuns Blizzard of Ozz e Diary of a Madman (os únicos com participação de Randy Rhoads),de Ozzy Osbourne,e com outras do Black Sabbath.

## Antecedentes
O álbum foi lançado em memória de Randy Rhoads, guitarrista da banda de Osbourne entre 1979 e 1982, que morreu em um acidente de avião durante uma turnê na Flórida em 1982. O álbum também inclui sessões de estúdio de Rhoads gravando a peça de guitarra acústica de influência clássica "Dee ", que Rhoads escreveu para sua mãe Delores e que foi originalmente incluído no álbum solo de Osbourne, Blizzard of Ozz.
Um álbum ao vivo consistindo inteiramente de interpretações de músicas do Black Sabbath foi originalmente planejado para ser gravado no Maple Leaf Gardens de Toronto em meados de 1982 com o Rhoads. Rhoads e o baterista Tommy Aldridge sentiram que haviam se estabelecido como artistas de gravação e um álbum de covers seria um retrocesso artístico, e eles se recusaram a participar. O baixista Rudy Sarzo estava desconfortável por se recusar a se apresentar, não tendo o mesmo pedigree de gravação de seus colegas de banda, mas ele ficou com eles e o trio informou a gerência de sua decisão. Osbourne se sentiu traído e seu relacionamento com Rhoads nunca se recuperou totalmente. Os planos para esse álbum ao vivo proposto se esfacelaram com a morte súbita de Rhoads, semanas depois, embora o plano tenha sido ressuscitado com o lançamento de Speak of the Devil no final daquele ano com o futuro guitarrista do Night Ranger Brad Gillis.

## Visão Geral
A maioria do Tribute, de "I Don't Know" a "Paranoid", foi gravada ao vivo em Cleveland, Ohio, em 11 de maio de 1981,  com exceção de um solo estendido de guitarra no meio da música "Suicide Solution". que foi gravado no Théâtre Saint-Denis em Montreal em 28 de julho de 1981 e inserido na música. Osbourne declarou no lançamento do álbum em 1987 que todo o álbum havia sido gravado "em algum lugar do Canadá", embora ele possa ter sido confundindo com a gravação de Montreal da qual o solo da guitarra foi retirado. Esse show em particular de Montreal havia sido gravado e lançado em 1981 para um programa de rádio chamado King Biscuit Flower Hour, o que pode explicar a confusão de Osbourne. "Goodbye to Romance" e "No Bone Movies" foram retirados de um show inglês anterior para promover o álbum Blizzard of Ozz, possivelmente de Southampton em 2 de outubro de 1980. Essas duas faixas apresentam o baixista Bob Daisley e o baterista Lee Kerslake.
As versões de "Iron Man", "Children of the Grave" e "Paranoid", apresentadas em Tribute, foram originalmente incluídas no álbum ao vivo de 1982, Speak of the Devil. Nos meses seguintes à morte de Rhoads, essas três músicas foram lançadas em homenagem ao guitarrista, mas uma decisão da gravadora foi tomada para guardá-las para que um álbum completo fosse lançado posteriormente. [6]
A gravação de "Crazy Train" que aparece neste álbum também foi lançada como o único single do álbum em 10 de fevereiro de 1987, junto com um videoclipe. A foto da capa do álbum foi tirada em Rosemont, Illinois, em 24 de janeiro de 1982, pelo fotógrafo Paul Natkin.
A ópera que abre o Tribute, bem como todos os shows ao vivo de Osbourne daquela época, é "O Fortuna" da cantata cênica Carmina Burana de Carl Orff. Essa música introdutória foi omitida na remasterização de 1995, com a faixa de abertura "I Don't Know" sendo posteriormente reduzida para 4:43.

## Faixas
| N.º | Título                                         | Compositor(es)                      | Duração |  |
| 1.  | "I Don't Know"                                 | Osbourne, Daisley, Rhoads           | 5:40    |  |
| 2.  | "Crazy Train"                                  | Osbourne, Daisley, Rhoads           | 5:19    |  |
| 3.  | "Believer"                                     | Osbourne, Daisley, Rhoads           | 5:08    |  |
| 4.  | "Mr. Crowley"                                  | Osbourne, Daisley, Rhoads           | 5:37    |  |
| 5.  | "Flying High Again"                            | Osbourne, Daisley, Rhoads, Kerslake | 4:17    |  |
| 6.  | "Revelation (Mother Earth)"                    | Osbourne, Daisley, Rhoads           | 5:58    |  |
| 7.  | "Steal Away (The Night) (Com solo de bateria)" | Osbourne, Daisley, Rhoads           | 8:04    |  |
| 8.  | "Suicide Solution (Com solo de guitarra)"      | Osbourne, Daisley, Rhoads           | 7:46    |  |
| 9.  | "Iron Man"                                     | Osbourne, Iommi, Ward, Butler,      | 2:50    |  |
| 10. | "Children of the Grave"                        | Osbourne, Iommi, Ward, Butler       | 5:57    |  |
| 11. | "Paranoid"                                     | Osbourne, Iommi, Ward, Butler       | 2:59    |  |
| 12. | "Goodbye to Romance"                           | Osbourne, Daisley, Rhoads, Kerslake | 5:33    |  |
| 13. | "No Bone Movies"                               | Osbourne, Daisley, Rhoads, Kerslake | 4:08    |  |
| 14. | "Dee"                                          | Rhoads                              | 4:22    |  |

- Conforme divulgação japonesa do Tribute, informa-se gravado do concerto canadense.

## Músicos
- Ozzy Osbourne - vocal
- Randy Rhoads - guitarra
- Rudy Sarzo - baixo
- Bob Daisley - baixo em "Goodbye to Romance" e "No Bone Movies"
- Tommy Aldridge - bateria
- Lee Kerslake - bateria em "Goodbye to Romance" e "No Bone Movies"
- Lindsey Bridgewater - teclado

1. ↑  «Ozzy Osbourne: Tribute». PopMatters (em inglês). 28 de maio de 2002. Consultado em 23 de maio de 2020